# Kolli

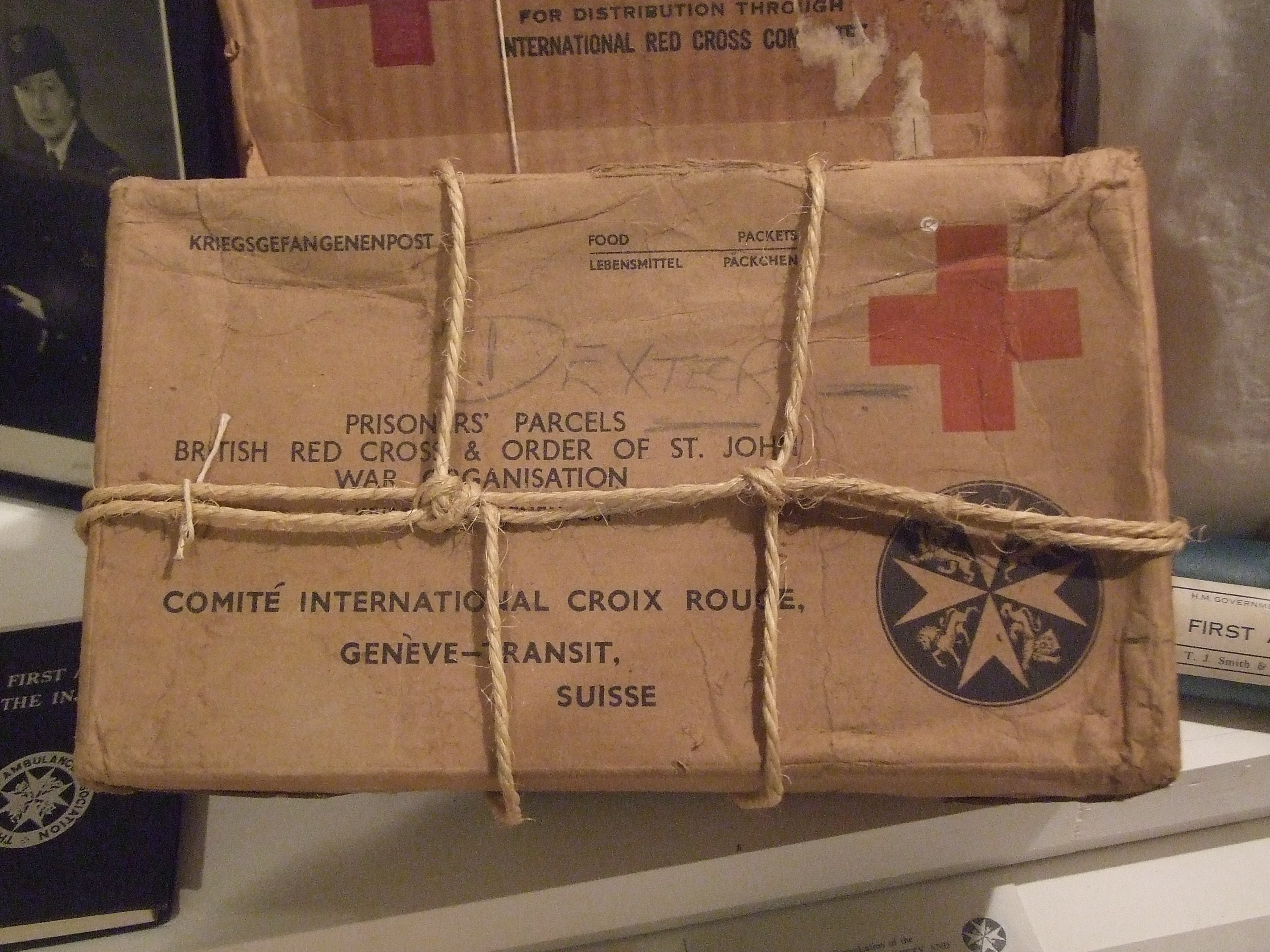
Ett paket från Röda korset.

Ett kolli är en försändelse. Ett kolli kan vara ett paket, medan tre stycken kollin kan vara ett kuvert och två paket som skickas från en och samma avsändare till en gemensam mottagare.